# بونزو ناغاكورا
بونزو ناغاكورا (باليابانية: 長倉 颯) (مواليد 29 أبريل 1996) هو لاعب كرة قدم ياباني.

## وصلات خارجية
- بونزو ناغاكورا على موقع رابطة كرة القدم اليابانية للمحترفين (اليابانية)
- بونزو ناغاكورا على موقع قاعدة بيانات كرة القدم.إي يو (الإنجليزية)
- بونزو ناغاكورا على موقع Soccerway.com (الإنجليزية)
- بونزو ناغاكورا على موقع عالم كرة القدم.نت (الإنجليزية)